# Beznea, Bihor
Beznea (fost Delureni, în maghiară Báródbeznye, în germană Bernau) este un sat în comuna Bratca din județul Bihor, Crișana, România.

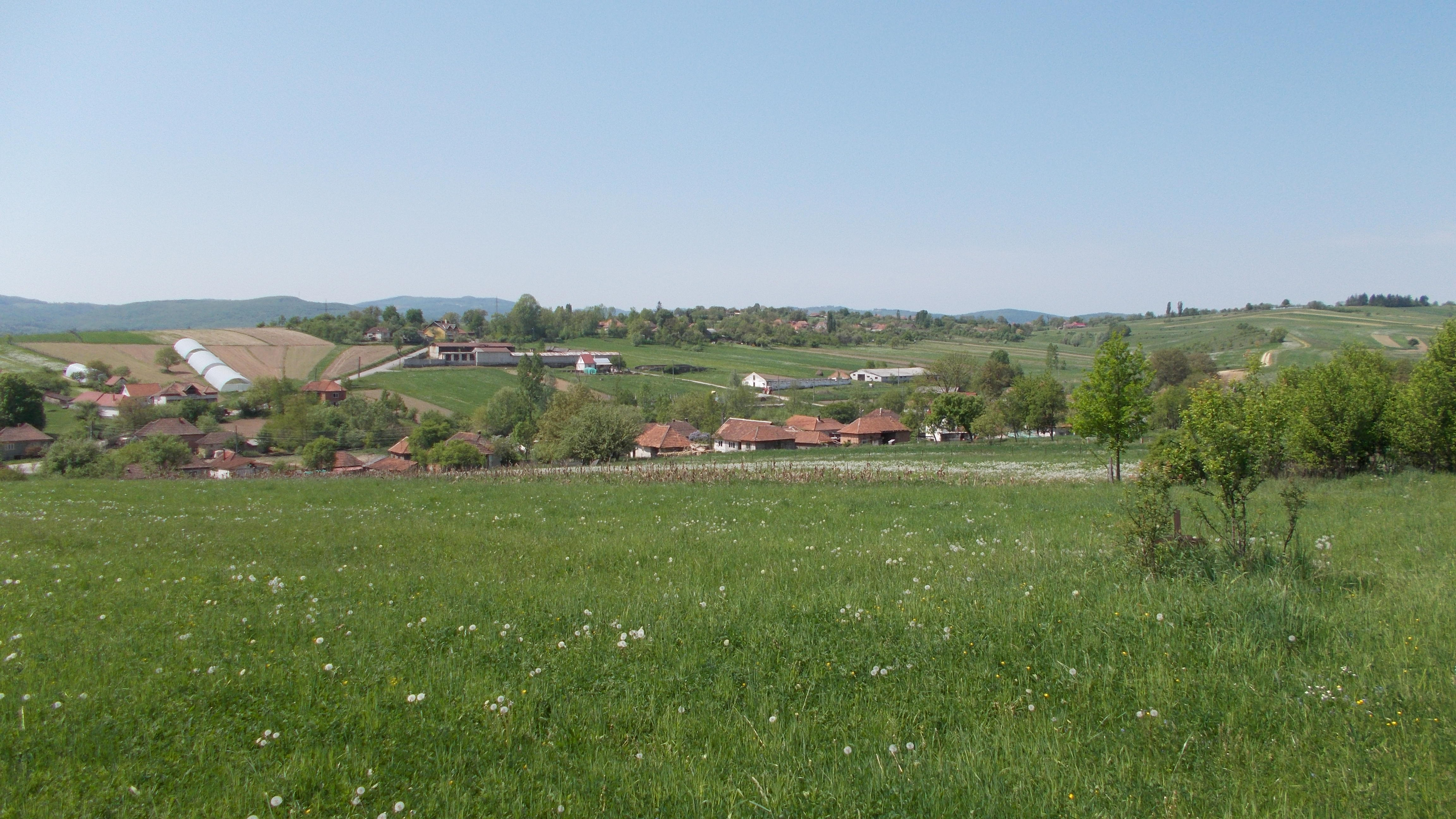
Beznea, Bihor

## Situare geografica, acces, locuitori
Satul Beznea (aprox. 1400 locuitori), component al comunei Bratca, este situat în partea de Est a județului Bihor, lângă granița cu județele Sălaj și Cluj. Aflat la aproximativ 60 de km distanță de orașul Oradea, accesul spre Beznea se face fie pe drumul european E60 (DN1), dinspre Borod, fie pe calea ferată, folosind gara din Bratca. Beznea este așezat pe podișul cu același nume și este străbătut de la Nord la Sud de Râul Beznea (lungime 9 km), afluent al Crișului Repede.

## Scurt istoric
Satul Beznea a fost redenumit în perioada comunistă în Delureni. În anul 1996 a revenit la numele său inițial (legea 35 din 18 mai 1996). Primele atestări documentare datează din anul 1406. Așezarea este nominalizată ca "possessio Walachalis", Beznea fiind, așadar, un sat românesc. În timpul feudalității maghiare ținutul comunei Bratca făcea parte din domeniul cetății Șinteu. Tradiția locală atribuie regelui Matia Corvin înnobilarea locuitorilor din satul Beznea, cu ocazia unei călătorii pe acolo din anul 1464. De atunci datează toponimia – Dealul Crai, Piatra Craiului. In 1660 Bihorul intra sub stapanire turceasca, iar in 1692 sub stapanire austriaca. Tot atunci apar si primele conscrieri (recensaminte) care releva o populatie redusa numeric (10 familii) si slaba din punct de vedere economic. Până în secolul XIX locuitorii satelor comunei Bratca sunt supuși unor obligații tot mai mari față de Austro-Ungaria. La 24 aprilie 1904 are loc "răscoala secerătorilor" de la Aleșd la care participa si 4 bratcani. Dupa înăbușirea răscoalei, bratcanii continuă revolta cu răfuieli locale. La Bratca, țăranii s-au răzbunat contra grofului Bethlem Gyorgy, incendiind o bună parte a pădurii apartinând acestuia.
Actul marii uniri a fost votat la 1 decembrie 1918, la Alba-Iulia, și de 5 locuitori ai comunei Bratca, aleși ca delegați ai cercului electoral Alesd. Până în aprilie 1919, locuitorii comunei Bratca au fost ținuti sub teroare, căci prin fixarea liniei de demarcație între armata română și cea ungară pe linia Zam-Ciucea-Sighet, frontul cuprindea practic și Bratca. Perioada de liniște a fost scurtă. Prin cedarea nordului Transilvaniei (în urma Dictatului de la Viena – August 1940) granița româno-ungară a ciuntit comuna Bratca: satul Damis era în teritoriul românesc, iar celelalte sate erau pe teritoriul cedat Ungariei. În acțiunile militare din septembrie-octombrie 1944 care au avut loc în satul Damis, trupele hortiste s-au izbit de rezistenta dârză a pichetelor de grăniceri romani, ajutați de 22 de voluntari. Drept represalii, hortiștii au executat 7 săteni printre care și 2 fetite.
Satul Beznea a fost colectivizat până în 1990 când terenurile au fost retrocedate foștilor proprietari. În această perioadă s-au contruit 7 blocuri de locuințe, un dispensar, cămine culturale, magazine, poduri, case, etc. Majoritatea bărbaților lucrau ca mineri la E. M. Suncuius, iar în timpul liber lucrau în agricultură. În prezent, zona cunoaște o puternică dezvoltare turistică, iar satul Beznea nu face excepție. În zonă apar noi pensiuni și case de vacanțe, proprietari fiind atât fii ai satului Beznea care se întorc acasă, fie cetățeni străini (Anglia, Olanda).

## Cultura
Monumentele istorice ce pot fi vizitate in Beznea sunt Biserica de lemn construită în anul 1723 și Monumentul eroilor. Tot în zona mai pot fi vizitate Biserica din Valea Neagra (1785) și Mânăstirea Sf. Ioan Iacob, situată in inima pădurii, la 5 km de drumul european E60.

## Educație
Copiii satului Beznea beneficiază de o grădinița si o școala generală cu clasele I - VIII (S08). Școala generală cuprinde un laborator de informatică dotat cu 10 calculatoare performante ("Liceul Teoretic Bratca și S08 Beznea dispun de o bază materială modernă, bine întreținută, poate concura oricând cu școli din mediul urban”(citat din raportul comisiei MEC - 2004)).

## Sănătate și asistență socială
Locuitorii satului Beznea beneficiază de un cabinet medical. Există și un Centru de Recuperare a Persoanelor cu handicap, un Centru de copii de tip familial precum și 4 Case de Copii în cadrul programului WHITE CROSS.

## Comunicații
Pe teritoriul satului Beznea exista o rețea de telefonie fixa Alcatel, rețea de cablu TVS, fibră optică și Internet. Telefonia mobilă acoperă aproape toată suprafața satului.

## Divertisment și timp liber
Pentru iubitorii de natură, în principal în zonele de agrement de o frumusețe excepțională: Valea Boiului, unde se află și Cascada Boiului, Valea Bratcutei, devenita un minisat de vacanță, Lunca Crișului Repede, cu posibilități de camping, pescuit, înot, dealurile Damisului, Poiana Damis, iar la nord în munții Plopișului, Vârful Măgura cu Mânăstirea Sf. Ioan Iacob, calcarele cu hipuriți, urme ale erei glaciare din Valea Crișului. Pentru cei ce doresc sa poposească pe aceste plaiuri, oferta este deosebita: pe E60 se află Complexul turistic Piatra Craiului, cu mai multe restaurante, hoteluri si un magazin de suveniruri, si popasul Cabesteana. Mai exista o pensiune în zona Lorau (Valea Iadului)si una in satul Beznea. Comuna Bratca dispune si de o Tabara de elevi cu peste 100 locuri, amplasata într-un decor mirific, pe Valea Brătcuței.

## Industrie și Comerț
In satul Beznea exista o fabrica de procesare a laptelui, un atelier de mobila si mai multe magazine (de tip ABC).
Cod postal: 417081

## Istoric
În luna septembrie 2006 s-au sărbătorit 600 de ani de atestare documentară a localității.

## Monumente
- Biserica de lemn din 1720.
- Mănăstirea de la Măgura.